# Minot Point
Der Minot Point (in Chile Cabo Piramide, spanisch für Kap Pyramide) ist eine felsige Landspitze im Westen der Brabant-Insel im Palmer-Archipel vor der Westküste der Antarktischen Halbinsel. Sie liegt 5 km westlich des Gipfels des Mount Parry und markiert die südliche Begrenzung der Einfahrt von der Dallmann-Bucht zur Lanusse-Bucht.
Luftaufnahmen der Hunting Aerosurveys Ltd. aus den Jahren von 1956 bis 1957 dienten 1959 der Kartierung. Das UK Antarctic Place-Names Committee benannte sie 1960 nach dem US-amerikanischen Internisten George Richards Minot (1885–1950), der 1934 gemeinsam mit William Parry Murphy und George Hoyt Whipple den Nobelpreis für Physiologie oder Medizin für Forschungsarbeiten zur perniziösen Anämie erhalten hatte. Die chilenische Benennung orientiert sich am Aussehen der Landspitze.